# Build It Better
"Build It Better" é o primeiro single oficial tirado do álbum Firebird da cantora australiana Natalie Imbruglia.

## Composição
A música foi escrita por Natalie em parceria com Fiona Bevan (One Direction, Ed Sheeran) e Luke Fitton (Little Mix, Girls Aloud). "Build It Better” é um número pop sublime com arranjos de pianos dramáticos, percussão marcante e guitarras suaves, recheado de otimismo e intensidade. Sobre a canção, a artista conta:
“É sobre render-se ao caos e ver o que está do outro lado é uma boa lição de vida. Deixar algo desmoronar e ficar bem com isso é algo que eu tive que fazer na minha vida, inúmeras vezes, mas especialmente mudar para este álbum e me tornar mãe”.

## Lançamento
O single foi lançado mundialmente em 18 de junho de 2021, por meio de download digital e streaming. No mesmo dia, ocorreu a primeira execução em rádio, no programa matinal Zoe Ball Breakfast Show da BBC Radio 2, no Reino Unido. O videoclipe da música também foi divulgado em televisão na mesma manhã, no programa Lorraine da rede britânica ITV, além de ser adicionado ao canal oficial de Natalie no YouTube.
Posteriormente, em 11 de novembro de 2022, uma versão remix do single foi disponibilizada nas plataformas e lojas digitais.

## Videoclipe
O videoclipe da canção foi gravado em Gravesend, na Inglaterra, em uma lanchonete de estrada chamada Nell's Cafe, que já serviu de locação para cenas da série Killing Eve da BBC. No clipe, Natalie chega na cafeteria de um posto de gasolina, transformando com alegria o local em um verdadeiro ambiente de dança.
"Build It Better" foi dirigido por Amy Becker-Burnett, e coreografado por Gregory Haney e Alex Sarmiento.

## Single Digital
- Versão Principal

1. "Build It Better" - 3:23

- Versão Remix

1. "Build It Better" (KAT Remix) - 3:34
2. "Build It Better" - 3:23

## Paradas musicais
O single entrou nas paradas digitais de diversos países, chegando a atingir a posição #68 nas vendas mundiais da iTunes Store no gênero rock. No Brasil, ele ficou no Top 100 da plataforma, atingindo a posição #69 nas vendas gerais, no dia do lançamento.
| Parada semanal (2021)                 | Posição |
| ------------------------------------- | ------- |
| Independent Label Singles (Austrália) | 5       |
| UK Airplay Chart (Reino Unido)        | 29      |
| UK Singles Downloads Chart            | 66      |
| UK Singles Sales Chart                | 67      |

| iTunes Charts (2021)           | Posição |
| ------------------------------ | ------- |
| iTunes Rock Chart (Austrália)  | 6       |
| iTunes Rock Chart (Itália)     | 26      |
| iTunes Rock Chart (Espanha)    | 47      |
| iTunes Rock Chart (Irlanda)    | 54      |
| iTunes Rock Chart (Brasil)     | 55      |
| iTunes Rock Chart (Portugal)   | 56      |
| iTunes Rock Chart (França)     | 59      |
| iTunes Rock Chart (Alemanha)   | 77      |
| iTunes Top 100 Chart (Polônia) | 93      |